# 何塞·马蒂纪念碑
何塞·马蒂纪念碑（西班牙語：Monumento a José Martí）是古巴民族英雄何塞·马蒂的纪念碑，位于哈瓦那革命广场北侧，包括高 109 米的五角星形高塔和何塞·马蒂雕像。
何塞·马蒂纪念碑的设计师是Enrique Luis Varela，建于1953-1958年。